# Antonia Merighi
Antonia Margherita Merighi (Bologna, 11 agosto 1695 – Bologna, 12 gennaio 1760) è stata un contralto italiano, attiva tra il 1711 ed il 1744 ed oggi conosciuta soprattutto per le sue interpretazioni nelle opere di Georg Friedrich Händel.

## Biografia
La carriera iniziale di Antonia Merighi è iniziata in Italia, dove per alcuni anni è stata una cantante virtuosa alla corte di Violante Beatrice, Gran Principessa di Toscana ed ha cantato nei teatri della Toscana, così come a Venezia, Parma, Torino, Mantova, Napoli e la sua nativa Bologna, spesso in ruoli en travesti. A Napoli, creò il ruolo di Lucejo nel Publio Cornelio Scipione di Leonardo Vinci il 4 novembre 1722 e di Iarba nella prima della Didone abbandonata di Domenico Sarro al Teatro San Bartolomeo il 1º febbraio 1724 e qui cantò almeno in altre 17 opere.
Si trasferì a Londra nel 1729, dove per due stagioni cantò in molte delle opere di Händel, a volte in ruoli creati appositamente per lei dal compositore (Matilde in Lotario, Rosmira in Partenope ed Erissena in Poro, re delle Indie) e, talvolta, in alcune parti per soprano da opere precedenti riadattate per la sua voce. Tornò ancora una volta a Londra nel 1736 e nel 1738, dove cantò nelle première di altre tre opere di Händel e anche in opere di altri compositori. Cantò inoltre in un concerto a beneficio di Händel al King's Theatre nel 1738. Secondo Winton Dean, sembra che le sue ultime esecuzioni di opere siano state a Monaco durante il Carnevale del 1740. Dopo il suo ritiro dalle scene ha vissuto a Bologna. La Merighi era sposata con il tenore Carlo Carlani (1716-1776).

## Resoconti dell'epoca
The Daily Courant del 2 luglio 1729 pubblicò i nomi e le descrizioni dei nuovi cantanti per la stagione 1729 di Händel al King's Theatre:
Mary Delany, amica da una vita di Händel e sua sostenitrice, fu una dei pochi invitati alle prove per la stagione 1729. In una lettera a un amico, scrisse del suo nuovo cantante:
Quando la Merighi ritornò per la stagione 1736, dopo un'assenza di parecchi anni, la Delany scrisse:
La bravura di attrice della Merighi (e quella del castrato, Nicolò Grimaldi) è stata notata anche da Giambattista Mancini nel suo libro del 1774 Pensieri e riflessioni pratiche sopra Il canto figurato:

## Ruoli Händeliani
Antonia Merighi è nota per avere cantato i seguenti ruoli nelle opere di Händel eseguite al King's Theatre a Londra:
- Matilda in Lotario (1729)
- Rosmira in Partenope (1730)
- Elisa in Tolomeo, re di Egitto (1730)
- Armira in Scipione (1730)
- Erissena in Poro, re delle Indie (1731, 1736)
- Armida in Rinaldo (1731)
- Unulfo in Rodelinda (1731)
- Gernando in Faramondo (1738)
- Giulia in Alessandro Severo (1738)
- Amastre in Serse (1738)